# Nordek
Nordek eller Organisationen för nordiskt ekonomiskt samarbete var en planerad ekonomisk organisation för de nordiska länderna.
Under 1960-talet gjordes försök att skapa ett ekonomiskt tätare samarbete mellan de nordiska länderna. 1968 började planeringen för Nordek, ett försök att vinna de fördelar som EEG, Efta och Comecon ville uppnå för sina medlemmar, men med fokus på Norden.
Det väsentligaste inslaget i samarbetet var en tullunion. Därutöver skulle det ha omfattat kapitalrörelser, sjöfartspolitik, industri- och energipolitik, etableringsrätt med mera.
I november 1970 godkändes ett traktatförslag om organisationen av Nordiska rådet, men snart drog sig Finland ur samarbetet pådrivet av president Urho Kekkonen. Nordek kom aldrig att bli verklighet eftersom framför allt Danmarks och Finlands intressen skilde sig för mycket. Finland hade fått signaler om att Sovjetunionen ogillade de nordiska planerna, medan Danmark hade intresse för ett annat västeuropeiskt samarbete, EEG.
Efter det finska uttåget försökte Danmark, Norge och Sverige att bilda Skandek, men även dessa försök misslyckades. I oktober 1972 röstade danskarna i stället ja till medlemskap i EEG och landet blev medlem i organisationen i januari 1973.